# نيشان الاستحقاق النرويجي الملكي
وسام الاستحقاق الملكي النرويجي (بالنرويجية: Den Kongelige Norske Fortjenstorden (Bokmål) أو Den Kongelege Norske Fortenesteordenen (Nynorsk)) تم تأسيسه من قبل الملك أولاف الخامس في عام 1985.
تُمنح للأجانب والمواطنين النرويجيين المقيمين بالخارج ودبلوماسيي وزارة الخارجية وموظفي الخدمة المدنية الأجانب في النرويج والقناصل الفخريين في النرويج مقابل «الخدمة المتميزة في مصالح النرويج». يُمنح نظيره ، وهو وسام القديس أولاف الملكي النرويجي ، بشكل عام فقط للمواطنين النرويجيين الذين يعيشون في النرويج.

## الهيكل والشارة
العاهل الحاكم ، الملك هارالد الخامس ، هو السيد الأكبر في الأمر. يتكون الأمر من خمس درجات:
- جراند كروس
- قائد مع النجم
- قائد
- فارس درجة أولى
- فارس [2]

يتميز النظام بشريط من تموج في النسيج الأزرق العميق. يتم ارتداء جراند كروس على وشاح عريض يتدلى من الكتف الأيمن. يتم ارتداء صليب القائد حول الرقبة على شريط الأمر. يتم ارتداء صليب الفارس فوق الثدي الأيسر على شريط. ترتدي النساء صليب القائد وصليب الفارس على الصدر الأيسر على شريط من الأمر تم تشكيله على شكل قوس. على عكس وسام القديس أولاف ، فإن شارة وسام الاستحقاق الملكي النرويجي هي ملك للمتلقي.

## منح
يتم تقديم الطلبات من خلال إدارة المراسم بوزارة الخارجية الملكية. يتلقى الملك الطلبات ويمنح الأمر بناءً على مجلس اللورد تشامبرلين للمحكمة ، ورئيس المراسم بوزارة الخارجية الملكية ، ورئيس ديوان وسام القديس أولاف النرويجي.

## المستلمون
الصلبان الكبرى
- غابرييل ألبرتيني
- الأمير علي بن حسين
- الأميرة عالية بنت حسين
- أميرة بلجيكا أستريد
- جوليانا عواضة
- ماريا كافاكو سيلفا
- أميرة بلجيكا كلير
- أرماند دي ديكر
- لوران فابيوس
- ويرنر فسلابند
- خايمي جاما
- الأميرة غيداء طلال
- هارالد الخامس من النرويج
- جيني هوكيو
- توماس هندريك إلفيس
- جان كلود يونكر
- كيم جونغ سوك
- فيتوتاس لاندسبيرغيس
- أمير بلجيكا لوران
- ماريسا ليتيسيا لولا دا سيلفا
- أمير بلجيكا لورينز
- لويز إيناسيو لولا دا سيلفا
- سولي نينيستو
- أولاف الخامس ملك النرويج
- جون د. أونج
- كريستيان بونسيليه
- إليزا ريد
- فرانز شاوسبيرجر
- فولفغانغ شوسيل
- الأمير طلال بن محمد
- جاي فيرهوفشتات
- بيتر فان فولنهوفن
- الأميرة زين بنت حسين

قادة مع ستار
- كيث ب. الكسندر
- ميكائيل بيدين
- سفيركر جورانسون
- فريد كافلي
- فرانكلين ميلر
- ريو تيراس
- فولكر ويكر

القادة
- أمجد عضايلة
- بيورن أولاف بلوخوس
- ستيفان براونشفايغ
- كجيل هـ. هالفورسن
- جون هامري
- هيلجا هيرنس
- هاكون باردسون هيلده
- ماريس جانسون
- لارس-إميل جوهانسن
- كرزيستوف كراجيفسكي
- كلاوس نومان
- فريد هـ. نوم
- يان بولسن
- سفين سيفجي
- كونراد سوان
- يوري يفدوكيموف

فرسان
- بريان بيل (رجل أعمال)
- جوستين هيلج بيرنهاردسن
- مارتن توري بيورندال
- سيسيل بيرجيت بري
- فين كريستين فوسترفول
- ستيفن إي هاردينغ
- ثورير هيرجيرسون
- تشارلز ليتس
- سفير لينجستاد
- كنوت أوديجارد
- ديدريك تونسيث (دبلوماسي)
- سجور تورغرسن
- هيكو أوكر
- جون ويستبورغ

فئات غير معروفة
- عقل بلتاجي
- دينا بيورن
- روث براندت
- إنجفارد هافنين
- جراهام جون هيلز
- فيلهلمينا هولاداي
- ستانيسلاف كوزيج
- كارل إبتينغ موندي جونيور
- كاثي ل.أولسن
- أودا سلتنس

## روابط خارجية
- موقع وسام الاستحقاق الملكي النرويجي الخاص بالديوان الملكي
- تماثيل وسام الاستحقاق الملكي النرويجي (باللغة النرويجية) الموقع الإلكتروني للديوان الملكي